# Калвер (Канзас)
Калвер (енгл. Culver) град је у америчкој савезној држави Канзас.

## Демографија
По попису из 2010. године број становника је 121, што је 43 (-26,2%) становника мање него 2000. године.
| Група             | 2000.       | 2010.       |
| Белци             | 145 (88,4%) | 110 (90,9%) |
| Афроамериканци    | 0 (0,0%)    | 5 (4,1%)    |
| Азијати           | 0 (0,0%)    | 1 (0,8%)    |
| Хиспаноамериканци | 6 (3,7%)    | 4 (3,3%)    |
| Укупно            | 164         | 121         |